# 2189 Zaragoza
2189 Zaragoza هو كويكب، يقع ضمن حزام الكويكبات. اكتشف في 30 أغسطس 1975.

## روابط خارجية
- 2189 Zaragoza في قاعدة بيانات مختبر الدفع النفاث لأجرام النظام الشمسي الصغيرة

- الاكتشاف · مخطط المدار ·  العناصر المدارية · المعلمات المادية

- 2189 Zaragoza على موقع ويكي سكاي: DSS2, SDSS, GALEX, IRAS, Hydrogen α, X-Ray, Astrophoto, Sky Map, Articles and images